# Пясъкоструене
Под пясъкоструйна обработка (също пясъкоструене, пясъкоструй) се разбира почистване на повърхности, под въздействието на пясък.
Пясъкоструенето се извършва със специализирана техника, използваща струя абразиви с високо налягане, абразиви, смесени с вода за намаляване на запрашаването или за предотвратяване на образуването на искри.
Чрез този метод струята, насочена към повърхността отстранява проблемния повърхностен слой.
При пясъкоструйна обработка може да се постигнат различни степени на почистване:
- ефект, подобен на изчеткване;
- нормално почистване на повърхността с висок блясък или
- бляскава метална повърност.

## Употреба в индустрията
Почистване на замърсени повърхности, най-често от стари покрития, наслагвания и ръжда. След нея получавате основа, която осигурява добро сцепление за последващи антикорозионни или защитни обработки.
С пясъкоструене успешно се почистват:
метални врати, решетки, огради, машини, лодки, яхти, ремаркета, каравани, фургони, вагони, силно замърсени повърхности, каменни огради, фасади, паметници, настилки. И още: мозайка, бетон, тухли, керемиди, асфалт, плочки, дървени прозорци, врати, мебели, греди, фасади, пътеки, площадки, басейни, тераси, колони, паметници, графити, автомобили, джанти, метални детайли, шасита, строителна и промишлена техника и други.